# Friedrich Beger (Bergbauingenieur, 1754)
Friedrich Fjodorowitsch Beger (russisch Фёдор Фёдорович Бегер; * 1754 in Kursachsen; † 1813) war ein russischer Bergbauingenieur.

## Leben
Beger, Sohn eines kursächsischen Bergmanns, kam 1779 nach Russland. Er arbeitete zunächst als Chemiker und Mechaniker. 1783 wurde Beger auf Gesuch des kursächsischen Botschafters von der Stel Inspektor des 1770 von Iwan Iwanowitsch Bezkoi gegründeten St. Petersburger Erziehungsheims für unehelich geborene Kinder, Waisenkinder und Armenkinder.
1787 trat Beger in den Dienst des Berg- und Hüttenwerks Nertschinski. 1796 kehrte er nach St. Petersburg zurück und ordnete im Auftrag des Bergbau-Kollegiums (entsprechend einem Ministerium) die von der Bankowskaja-Bergbau-Expedition zusammengetragene Mineraliensammlung. Nach einem Jahr übergab er die systematisch geordnete Sammlung der neuen Bergbau-Schule. Bald darauf wurde Beger zum ersten Mitglied des Goroblagodatskoje-Bergbaudirektoriums im Ural ernannt und 1802 nach Perm versetzt. Er war Oberbergmeister entsprechend dem Rang eines Hofrats (7. Rangklasse). 1804 wurde er in den Ruhestand versetzt.
Begers Sohn Friedrich Beger wurde Direktor des Departements für Bergbau und Salz-Angelegenheiten des Finanzministeriums.